# Маркино (Московская область)
Маркино — деревня в Зарайском районе Московской области в составе муниципального образования сельское поселение Машоновское (до 29 ноября 2006 года входила в состав Машоновского сельского округа).

## Население
| 2002 | 2006 | 2010 |
| ---- | ---- | ---- |
| 10   | ↘9   | ↗13  |

## География
Маркино расположено в 5 км на север от Зарайска, по правому берегу реки Осётр, высота центра деревни над уровнем моря — 123 м.

## История
Маркино впервые упоминается в 1646 году. По Переписной книге 1646 г. за Тироном Валишиным и Тироновыми детьми вотчина в 1/2 д. Маркина.
Маркино упоминается в 1790 году, как сельцо, в котором числилось 12 дворов и 90 жителей, в 1858 году — 16 дворов и 97 жителей, в 1906 году — 22 двора и 130 жителей. В 1932 году был образован колхоз «Труд», с 1950 года — в состав колхоза «Путь Ильича», с 1960 года — в составе колхоза «Память Ильича».